# Xã Burr Oak, Quận Lincoln, Missouri
Xã Burr Oak (tiếng Anh: Burr Oak Township) là một xã thuộc quận Lincoln, tiểu bang Missouri, Hoa Kỳ. Năm 2010, dân số của xã này là 3.332 người.